# Gennadij Gudkov
Gennadij Vladimirovič Gudkov (* 15. srpna 1956 Kolomna, Sovětský svaz) je ruský podnikatel a politik, bývalý plukovník KGB, dlouholetý poslanec Státní dumy. V roce 2012 byl zbaven mandátu.

## Život
Gudkov je majitelem velké bezpečnostní agentury. Členem ruského parlamentu byl v letech 2001 až 2012, kdy byl zbaven mandátu. Jako oficiální důvod bylo uvedeno porušení zákona, kterého se měl coby člen parlamentu dopustit svým podnikáním. Gudkov to označil za frašku a pomstu Kremlu. Mandát mu byl podle jeho názoru odebrán kvůli opoziční činnosti a podpoře protiputinovských protestů.
Od roku 2012 se Gudkov stal častým účastníkem a lídrem protiputinovských protestů. Byl členem strany Spravedlivé Rusko, od roku 2014 je členem Aliance Zelených a Sociálních demokratů.

### Osobní život
Gennadij Gudkov je ženatý a má dva syny; jedním z nich je Dmitrij (* 1980), který byl rovněž poslancem Státní dumy a členem strany Spravedlivé Rusko.